# Сьрем (гмина)
Сьрем (пол. Śrem) — гмина (волость) в Польше, входит как административная единица в Сьремский повет, Великопольское воеводство. Население — 41621 человека (на 2016 год).

## Соседние гмины
1. Гмина Бродница
2. Гмина Чемпинь
3. Гмина Дольск
4. Гмина Курник
5. Гмина Кшивинь
6. Гмина Ксёнж-Велькопольски
7. Гмина Занемысль